# Понта-Гарса
Понта-Гарса (порт. Ponta Garça) — населённый пункт и район в Португалии, входит в округ Азорские острова. Расположен на острове Сан-Мигел. Является составной частью муниципалитета Вила-Франка-ду-Кампу. Население составляет 3577 человек на 2001 год. Занимает площадь 31,38 км².
Покровителем района считается Дева Мария (порт. Nossa Senhora das Dores).